# Islám ve Švédsku

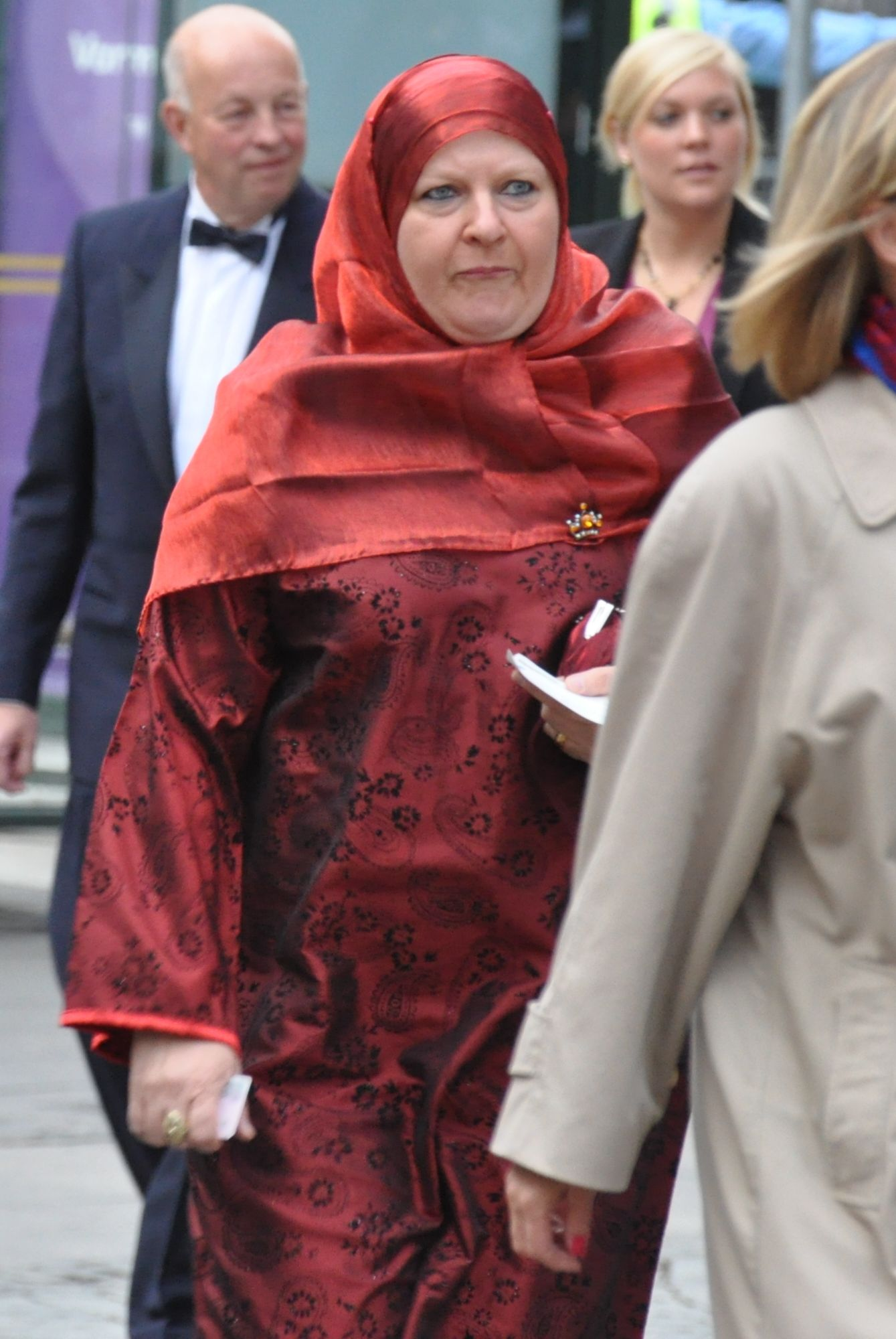
Helena Benaouda, etnická Švédka přestoupivší k islámu

Islám ve Švédsku je v této skandinávské zemi druhým nejrozšířenějším náboženstvím, a to po různých křesťanských vyznáních.

## Popis
Oficiální muslimské organizace uvádějí, že v roce 2016 ve Švédsku žilo 154.140 muslimů, tedy přibližně 1,5 % obyvatel. Pro srovnání, 6.109.546 (61,2 %) se hlásí ke Švédské církvi, 517.336 (6,6 %) k jiným křesťanským vyznáním a 3.033.837 (30,4 %) je oficiálně bez vyznání. Tyto statistiky jsou samozřejmě nepřesné, ne všichni praktikující věřící jsou oficiálně registrovaní, zároveň někteří registrovaní členové církví nemusí být jejich praktikujícími věřícími. Odhady jsou vyšší, podle Pew Research Center činil podíl muslimů na švédské populaci v roce 2016 8,1 %.. V letech 2010–2020 se počet navíc zvyšuje, přičemž hlavní příčinou je imigrace. Švédsko přijalo mezi roky 2010–2016 kolem 200.000 uprchlíků (z toho asi 77 %) muslimů a dalších asi 250.000 běžných imigrantů (asi 58 % muslimů). Lze tedy očekávat, že do země celkem přišlo kolem 300.000 muslimů, z toho asi 160.000 uprchlíků. Tento počet je sice nižší než v případě Velké Británie, Německa, Francie a Itálie, vzhledem k menšímu počtu obyvatel (asi deset milionů) je jeho dopad vyšší. Projekce do budoucna odhadují, že v roce 2050 budou muslimové tvořit zhruba mezi 1.130.000 až 4.450.000 obyvateli Švédska, a to v závislosti na vývoji imigrace. Při průměrné míře imigrace lze očekávat cca 470.000 muslimských obyvatelm Švédska, tedy kolem 20,5 %.
Muslimové ve Švédsku jsou tvořeni většinou sunnity, menšina vyznává šíu nebo ahmadíju. Největší skupina švédských muslimů pochází z Blízkého východu. Nejčastěji pocházejí z Iráku (zejména po válce v roce 2015), dále pak Íránu, Bosny a Hercegoviny, Kosova, Sýrie či Somálska. Počet konvertovaných rodilých Švédů je relativně nízký a tvoří je zejména ženy, které si vzaly za manžela muslima. Odhady hovoří o zhruba 5000 ženách.
Počet radikálních muslimů, extremistů či džihádistů se na základě analýz sociálních sítí zvýšil po roce 2013. Švédská Bezpečnostní policie (švédsky Säkerhetspolisen; zkr. Säpo) odhadovala, že zatímco kolem roku 2010 šlo o 200 osob, o deset let později počet dosáhl jednotek tisíc. Nejčastěji žijí ve velkých městech, jako jsou Stockholm, Göteborg, Malmö či Örebro. Podle BBC zhruba 300 džihádistů odešlo do Sýrie a Iráku bojovat za Islámský stát.

## Kontroverze

### Návod na vyzbrojení v mešitě
V roce 2004 se po internetu začal šířit manuál v arabském jazyce, který nesl logo a adresu mešity v Brandbergenu, ležícího asi 20 km jižně od Stockholmu. Příručka popisovala stavbu jednoduchých chemických zbraní, včetně návodu, jak vyrobit chemickou munici z běžné dělostřelecké munice.

### Vznik no-go zón
V roce 2015 uvedla švédská policie, že již „ztratila kontrolu“ nad 55 muslimskými lokalitami v zemi. Obtíže má například druhé největší švédské město Göteborg, jehož třetina obyvatel má přistěhovalecký původ, na předměstí Angered podíl imigrantů dosahuje 70%. Za no-go zóny jsou také považovány stockholmské čtvrti Rinkeby a Tensta, s nezaměstnaností až 45% a vysokou mírou kriminality. Podle jiných policistů však problém není tolik závažný, kriminalita ve skutečnosti klesá a obyvatelé se v těchto čtvrtích cítí bezpečněji, o výstavbu navíc mají zájem developeři. Podle radnice v Malmö pak za zdánlivým nárůstem kriminality stojí zejména vyšší zájem médií.

### Zatajování kriminality muslimů
V roce 2016 bylo zjištěno, že švédská policie a také místní média v letech 2014–2015 úmyslně zamlčovala sexuální útoky migrantů např. na nezletilé dívky. V únoru roku 2017 uveřejnil na svojí facebookové stránce Peter Springare, švédský policista z Örebro, příspěvek, v kterém uvedl, že kriminální činy jako např. znásilnění, loupeže, vydírání provozují v zemi především občané původem ze Somálska, Iráku, Turecka, Sýrie, Afghánistánu aj.

### Vyplácení soc. dávek členovi tzv. IS
V listopadu roku 2016 se objevila také zpráva, že Švédsko vyplácelo sociální dávky členovi tzv. Islámského státu.

### Terorismus
7. dubna 2017 byl spáchán teroristický útok ve Stockholmu, zahynuli čtyři lidé. K útoku se přihlásil Islámský stát.

## Galerie mešit

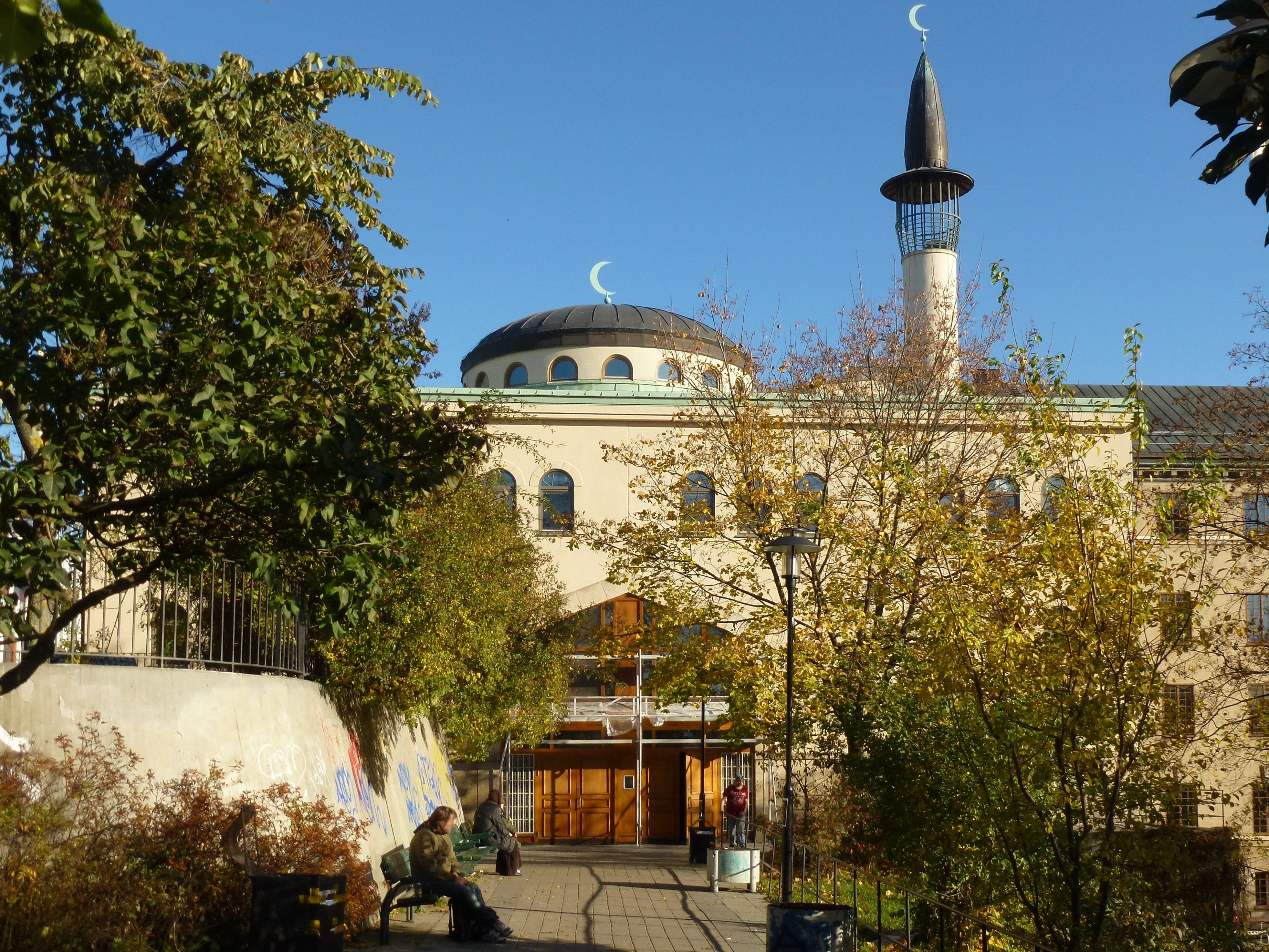
Mešita ve Stockholmu
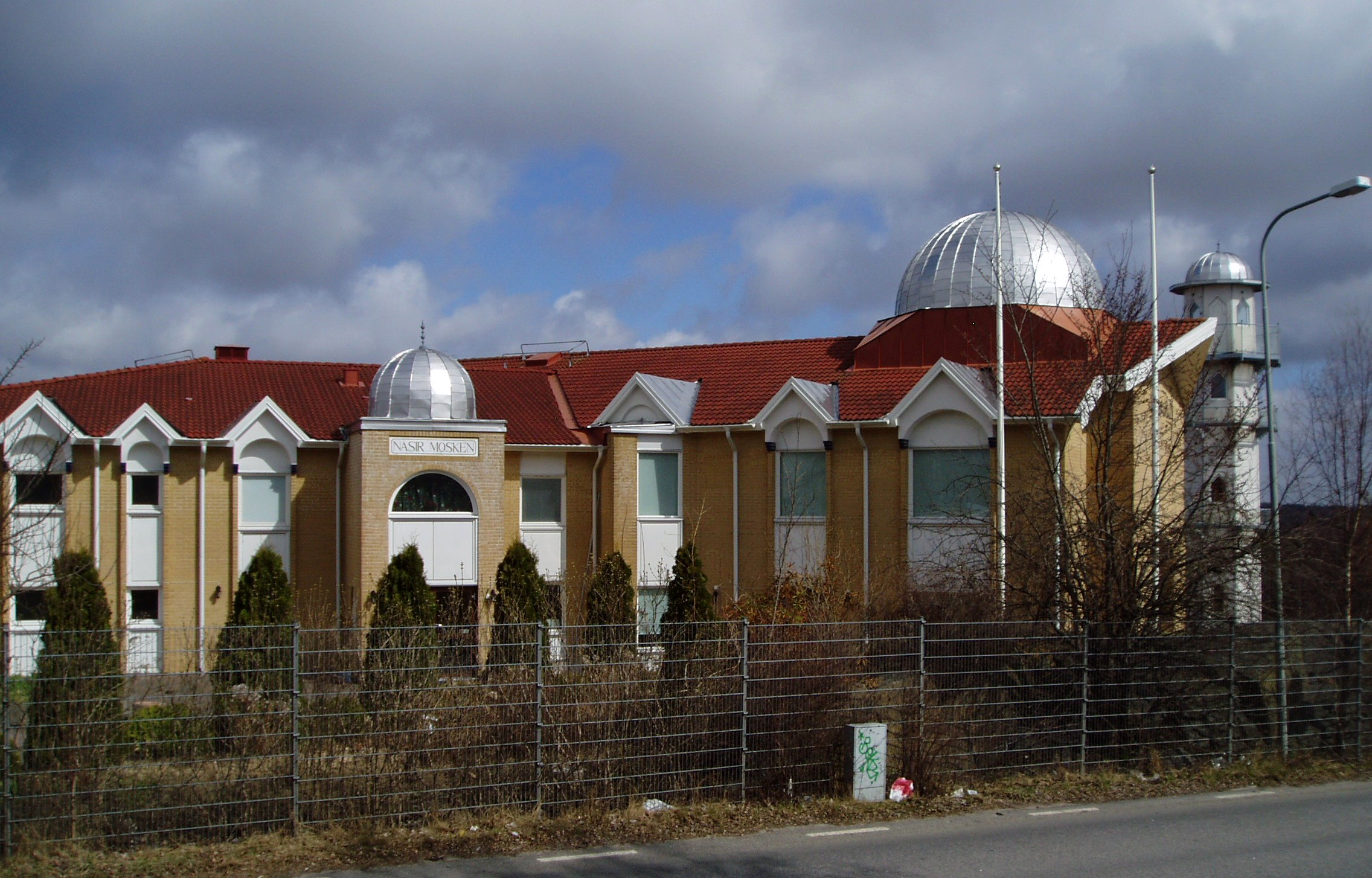
Mešita v Göteborgu
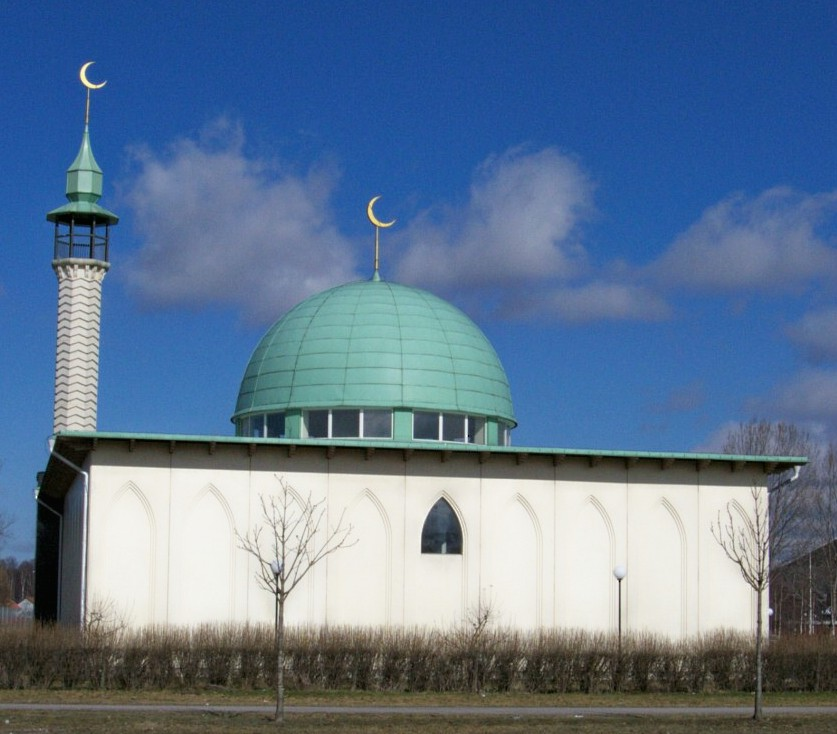
Mešita v Uppsale
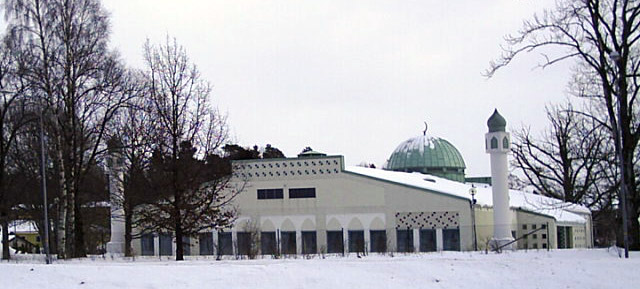
Mešita v Trollhättanu
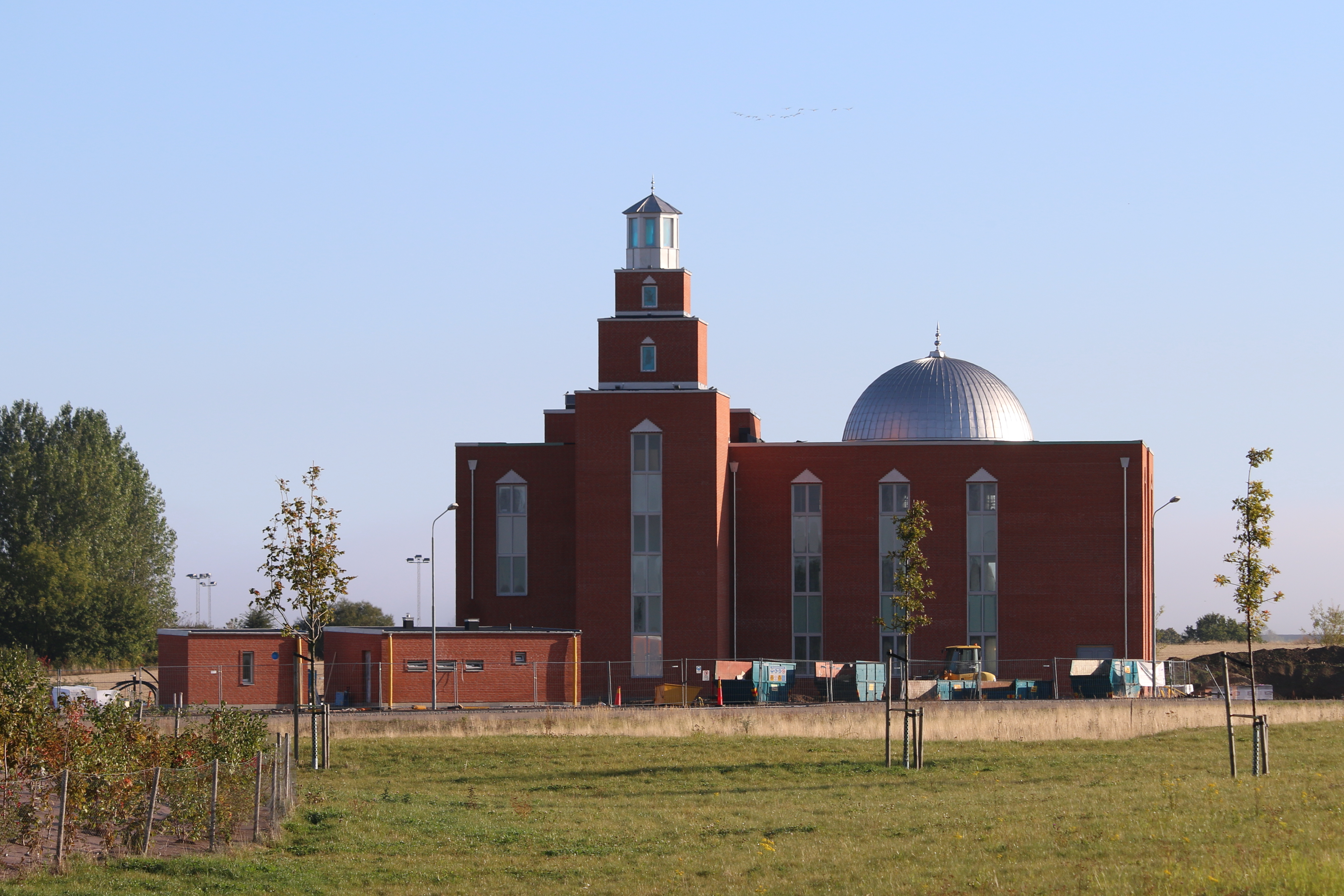
Mešita v Malmö
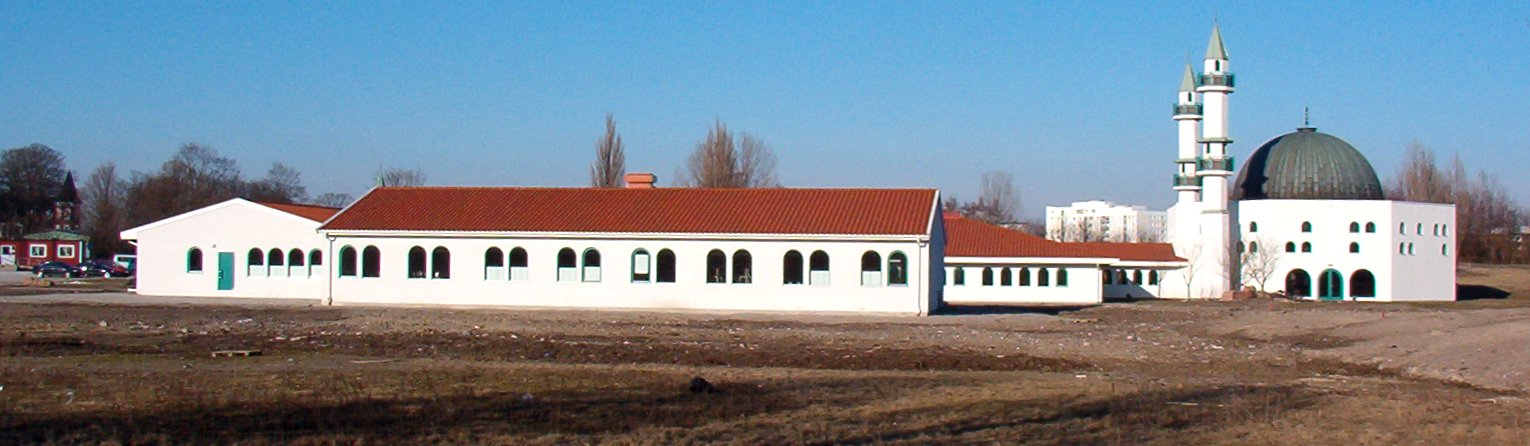
Mešita v Malmö
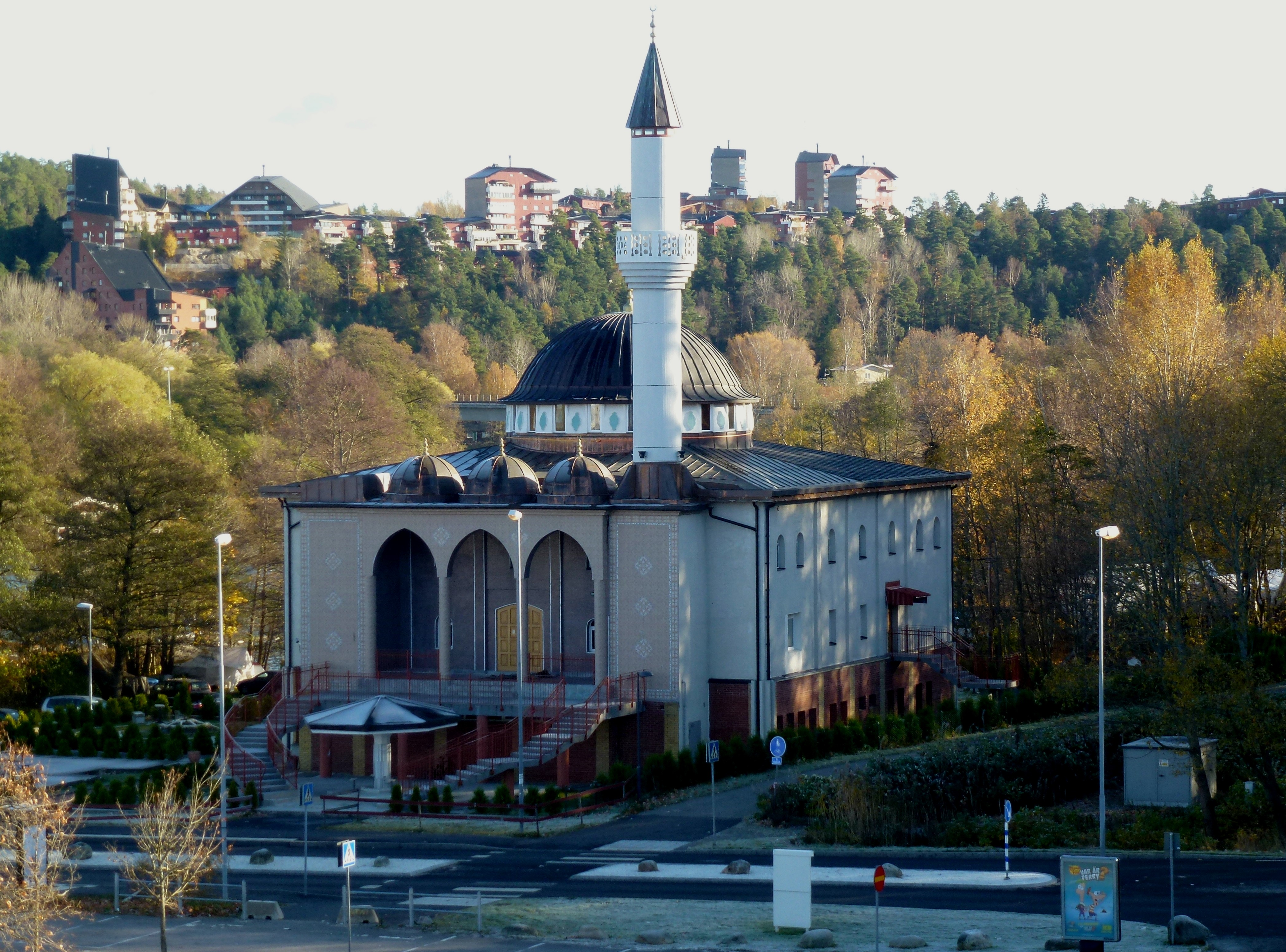
Mešita ve Fittja